# 범그리스 사회주의 운동

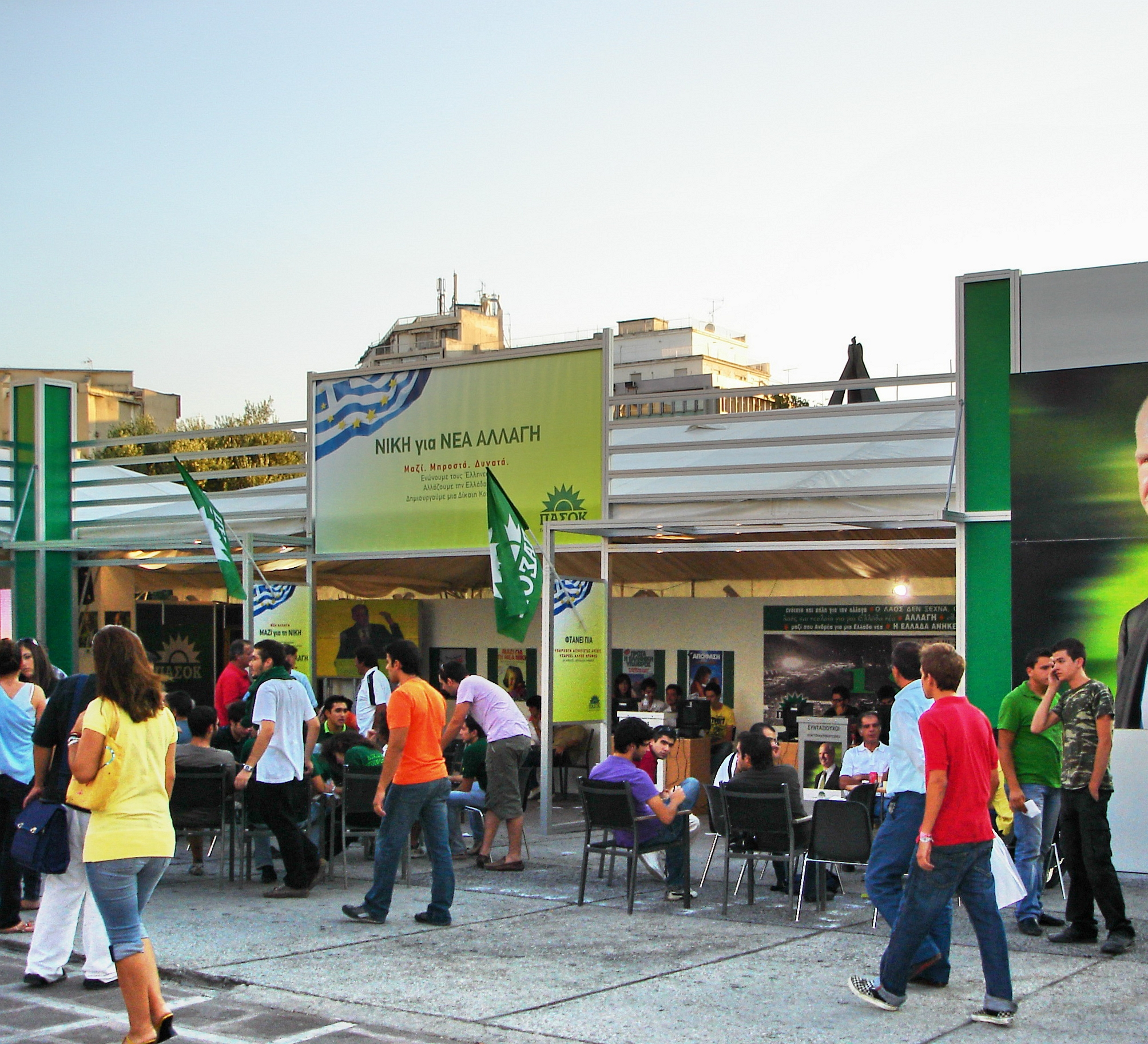
범그리스 사회주의 운동의 2007년 선거 운동

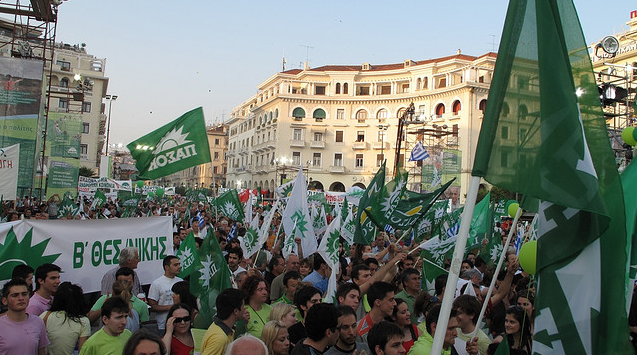
2009년의 그리스 사회주의 성향의 집회시위에 참가한 범그리스 사회주의 운동

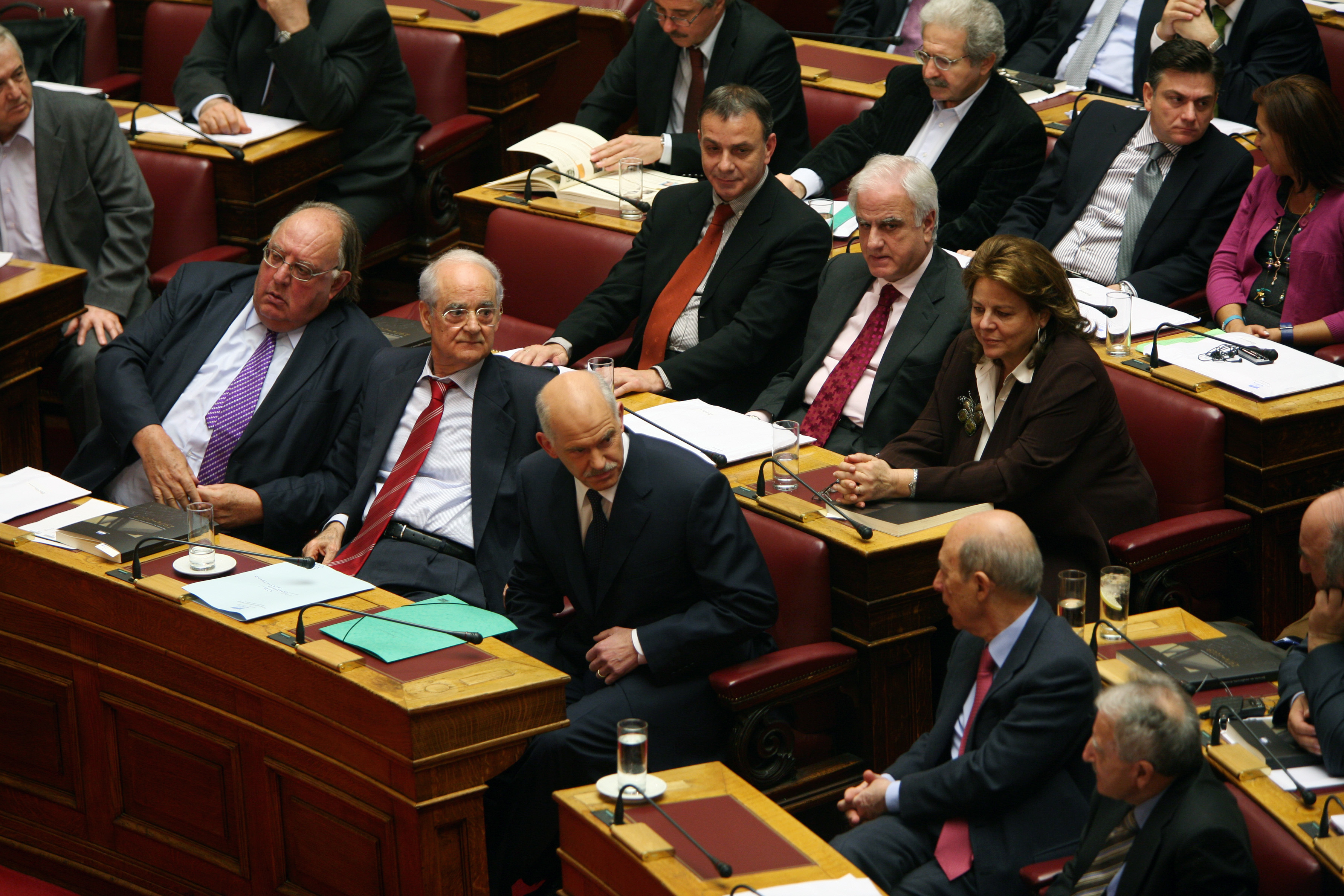
2009년, 그리스 의회 회의장에서의 범그리스 사회주의 운동 소속 의원들의 모습

범그리스 사회주의 운동(그리스어: Πανελλήνιο Σοσιαλιστικό Κίνημα), 약칭 파속(그리스어: ΠΑΣΟΚ)은 그리스의 사회민주주의 정당이다. 친유럽주의를 표방한다.
군사 정권 붕괴 이후 1974년 9월 3일 창당했으며 1968년 망명 중 안드레아스 파판드레우가 창립한 민주사회주의 정치 조직인 범그리스 해방운동(PAK)에 그 뿌리를 두고 있다. 1981년부터 1990년까지, 1993년과 2004년 사이에 집권했다. 2004년 총선에서는 신민주주의당에게 패배했다.
2012년까지 그리스 최대의 좌파 정당이었으나 그리스 국가 부채 위기 이후 유럽 연합의 요구에 따른 긴축 정책을 무비판적으로 수용한 데 반발한 좌파 지지층 대부분이 급진좌파연합이나 그리스 공산당으로 빠져나가며 소규모 정당으로 전락하였다. 결국 2012년 첫 총선에서 득표율이 크게 폭락하여 기존 151석에서 41석을 받는데 그쳤고, 6월 17일 두번째 총선에서는 급진좌파연합과 신민주주의당에 밀려 고작 33석을 얻게 되었다. 2014년 총선에서는 의석 수가 27석으로 폭락하였고, 다음 총선 여론조사에서 한 자리수 지지율이 나타나며 그리스 공산당보다도 낮은 지지율을 기록하기도 하였다. 2015년 제1차 총선에서는 13석으로 더욱 감석하여 그리스 제6야당으로 전락했으며, 동년 제2차 총선에서는 군소 정당인 민주좌파당과 민주주의연합이라는 선거연합을 구성하여 참가하였으나 총 17석을 획득하는데 그치며 참패하였다. 이 범그리스 사회주의 운동처럼 기존의 사회민주당이 다른 정당에 밀려 몰락하는 현상을 파속화라고 부르기도 한다.
2017년 민주좌파당과 함께 변화를 위한 운동이라는 새로운 선거연합을 구성하였으나 이후 민주좌파당과 토 포타미가 이탈하였다. 2019년 그리스 총선거에서는 22석을 얻으며 제3당이 되었다.

## 선거 결과

### 그리스 의회
| 연도        | 득표수    | 득표율 | 의원수    | 상태                       |
| ----------- | --------- | ------ | --------- | -------------------------- |
| 1974년      | 666,413   | 13.6%  | 12 / 300  | 군소 야당                  |
| 1977년      | 1,300,025 | 25.3%  | 93 / 300  | 주요 야당                  |
| 1981년      | 2,726,309 | 48.1%  | 172 / 300 | 집권여당                   |
| 1985년      | 2,916,735 | 45.8%  | 161 / 300 | 집권여당                   |
| 1989년 6월  | 2,551,518 | 39.1%  | 125 / 300 | 주요 야당                  |
| 1989년 11월 | 2,724,334 | 40.7%  | 128 / 300 | ND-PASOK-SYN 거국내각 참여 |
| 1990년      | 2,543,042 | 38.6%  | 123 / 300 | 주요 야당                  |
| 1993년      | 3,234,777 | 46.9%  | 170 / 300 | 집권 여당                  |
| 1996년      | 2,813,245 | 41,5%  | 162 / 300 | 집권 여당                  |
| 2000년      | 3,007,596 | 43,8%  | 158 / 300 | 집권 여당                  |
| 2004년      | 3,002,531 | 40.6%  | 117 / 300 | 주요 야당                  |
| 2007년      | 2,727,853 | 38.1%  | 102 / 300 | 주요 야당                  |
| 2009년      | 2,997,530 | 43.9 % | 160 / 300 | 집권 여당                  |
| 2012년 5월  | 833,452   | 13.2 % | 41 / 300  |                            |
| 2012년 6월  | 756,024   | 12.3 % | 33 / 300  |                            |
| 2015년      | 289,482   | 4.7 %  | 13 / 300  |                            |

### 유럽 의회
| 유럽 의회  | 유럽 의회 | 유럽 의회 | 유럽 의회 | 유럽 의회 | 유럽 의회 | 유럽 의회 | 유럽 의회               |
| 연도       | 득표율    | %         | ±증감율   | 의원수    | +/−       | 순위      | 대표                    |
| ---------- | --------- | --------- | --------- | --------- | --------- | --------- | ----------------------- |
| 1981년     | 2,278,030 | 40.1%     | New       | 10 / 24   | 10        | #1        | 안드레아스 파판드레우   |
| 1984년     | 2,476,491 | 41.6%     | 1.5       | 10 / 24   | ±0        | #1        | 안드레아스 파판드레우   |
| 1980년     | 2,352,271 | 35.9%     | 5.7       | 9 / 24    | 1         | #2        | 안드레아스 파판드레우   |
| 1994년     | 2,458,619 | 37.6%     | 1.7       | 10 / 25   | 1         | #1        | 안드레아스 파판드레우   |
| 1999년     | 2,115,844 | 32.9%     | 4.7       | 9 / 25    | 1         | #2        | 코스타스 시미티스       |
| 2004년     | 2,083,327 | 34.0%     | 1.1       | 8 / 24    | 1         | #2        | 게오르기오스 파판드레우 |
| 2009년     | 1,878,859 | 36.6%     | 2.6       | 8 / 22    | ±0        | #1        | 게오르기오스 파판드레우 |
| 2014년최저 | 458,403   | 8.0%      | 28.6      | 2 / 21    | 6         | #4        | 에반겔로스 베니젤로스   |

## 같이 보기
- 그리스의 역사
- 그리스의 정당 목록
- 그리스의 정치
- 유럽 사회당
- 사회민주진보동맹
- 사회주의 인터내셔널